# Anaglyptus malickyi
Anaglyptus malickyi là một loài bọ cánh cứng trong họ Cerambycidae.